# Dabar (Otočac)
Dabar ist ein Dorf in der Gespanschaft Lika-Senj (Ličko-senjska županija) in Kroatien, 150 km südwestlich von Zagreb entfernt. Es gehört zur Großgemeinde Otočac. Die Streusiedlung Dabar liegt an zwei Quellen in einer tiefen Karst-Doline 600 Meter über dem Meeresspiegel zwischen den Gebirgszügen Velebit bei Senj und Mala Kapela unweit der Plitwitzer Seen. Trotz der Nähe zur Adria (40 Kilometer Luftlinie) herrscht kontinentales Klima mit kalten und schneereichen Wintern und heißen und trockenen Sommern.
Der Ortsname Dabar leitet sich nicht vom Nagetier „Dabar“ (zu deutsch: Biber) ab, sondern weist auf das altslawische „Dubo dolina“ (tiefe schüsselförmige Senke) hin.

## Geschichte
Dabar wurde erstmals 1449 im Zuge der frankopanischen Herrschaft urkundlich erwähnt. 1577 gab es 40 österreichische Bedienstete in der Festung vor Ort. 1672 wurden die ersten 90 orthodoxen Walachen von Josef Graf von Herberstein in Dabar angesiedelt.
Die Osmanen wurden 1689 aus der Lika zurückgedrängt, wodurch die Festung Dabar bedeutungslos wurde. Unterhalb der Burg entstanden danach neue Ortsteile, von denen heute noch Zabare (kroatisch), Lug (kroatisch), Bobiči (serbisch), Zapolje (serbisch) und Varoš (gemischt) bestehen. 1835 gab es in Dabar 112 Häuser und 1696 Einwohner, von denen 915 Kroaten und 781 Serben waren. 1910 wurden in Dabar 2394 Einwohner gezählt (mehr als in der Kreisstadt Otočac), davon 1235 Serben und 1159 Kroaten.
Im Zweiten Weltkrieg wurden beide Kirchen zerstört. Vor der katholischen Kirche kam es zu einem Blutbad unter der Bevölkerung, als Partisanen-Einheiten und die in der Kirche verschanzten Ustascha-Soldaten aufeinander schossen. Nach dem Zweiten Weltkrieg ist die Einwohnerzahl auf 1700 zurückgegangen. Zwischen 1981 und 1991 sind 147 Einwohner ausgewandert und im selben Zeitraum sind 64 Menschen mehr gestorben, als geboren wurden. Die Volkszählung von 1991 ergab für Dabar noch 596 Einwohner.
Am 19. Dezember 1991 wurde Dabar in Reaktion auf die Unabhängigkeitserklärung Kroatiens von serbischen Truppen besetzt und Teil der Republik Serbische Krajina. Die kroatische Bevölkerung wurde vertrieben oder in Lager gesperrt, ihre Häuser geplündert und/oder niedergebrannt. Die Zufahrt nach Dabar und die Höfe der Kroaten wurden von serbischen Freischärlern mit Minen ausgelegt, die zum Teil bis heute noch nicht entfernt worden sind.
Im Juli 1995 wurde Dabar im Zuge der Operation Oluja von der kroatischen Armee besetzt und geriet wieder unter die Kontrolle Kroatiens. Die serbische Bevölkerung wurde nicht vertrieben und bildet heute den größten Bevölkerungsanteil, da die überlebenden kroatischen Familien nicht nach Dabar zurückgekehrt sind. Die letzte Volkszählung von 2021 erfasste noch 59 Einwohner, darunter keine schulpflichtigen Kinder mehr.

## Kultur
Dabar wurde durch den Fund eines Breviers international bekannt. Dieses Brevier von Dabar ist ein aus dem Jahre 1486 stammendes Stundengebetbuch, das in glagolitisch-kroatischer Handschrift verfasst ist. Mit Erlaubnis des Papstes Innozenz IV. durften ab 1248 die Kroaten als einziges Volk in Europa an Stelle von Latein ihre eigene glagolitische Schrift uneingeschränkt benutzen. Diese Erlaubnis wurde formal zunächst dem Bischof Philipp von Senj erteilt, ging jedoch kurze Zeit später auf das gesamte kroatische Volk über. Das Brevier besteht aus 306 Seiten Pergamentpapier und wurde von „pop Stipan“ (Pfarrer Stefan) verfasst. Dieses Werk gehört neben der Glagoljica (genauer: die Bašćanska ploča -Tafel von Baška) zu den bedeutendsten mittelalterlichen glagolitischen Gebetbüchern. Neben den üblichen Messgebeten finden sich auch Einträge zur Historie des Ortes, wie zum Beispiel Übergriffe osmanischer Soldaten oder auch Namen von Schuldnern jener Zeit, wie folgendes Beispiel zeigt:
Auszug: Liste der Schuldner, festgehalten durch Pfarrer Stefan im Jahre 1515: Škarići, Jarići, Silaševići, Starkići, Vučetići, Volčevići, Trhožići, Stričići, Berojići, Brajenkovići, Šimajevići i Križići.

## Sport und Freizeit
Der Fischereiverein „Jaruga“ und der Jagdverein „Orao“ (dt.: Adler) bieten den Bewohnern Zuverdienst- und Freizeitmöglichkeiten.

## Kirchen und Feste

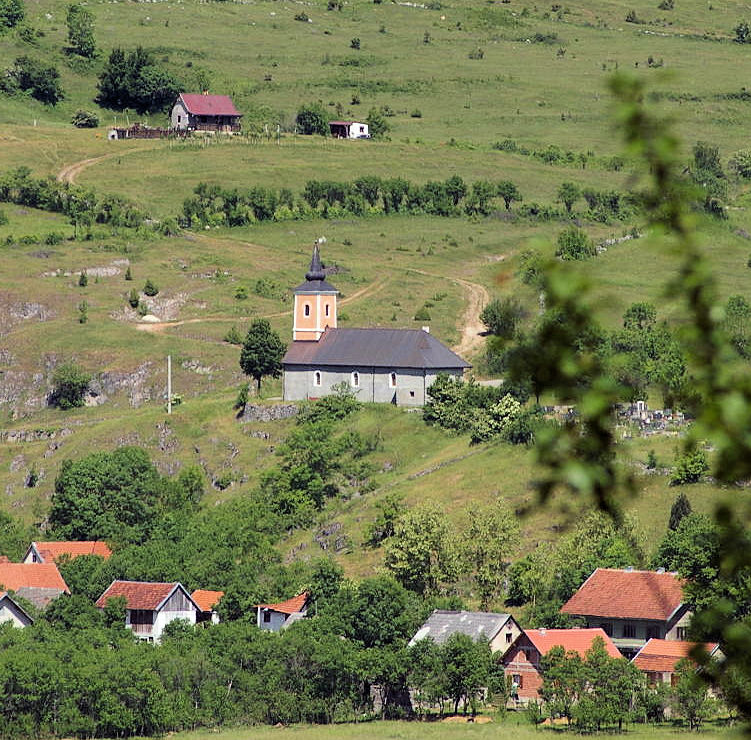
Katholische Kirche „Sveti Mihovil“

Die römisch-katholische Kirche Sankt Michael wurde 1730 erbaut. Nach umfangreichen Zerstörungen im Zweiten Weltkrieg bauten die Bewohner sie wieder auf.
Die orthodoxe Kirche stammt aus dem Jahr 1770, sie wurde nach den Zerstörungen im Zweiten Weltkrieg nicht wieder aufgebaut.
Der Feiertag des Dorfes ist der Michaelistag am 29. September.

## Fotos

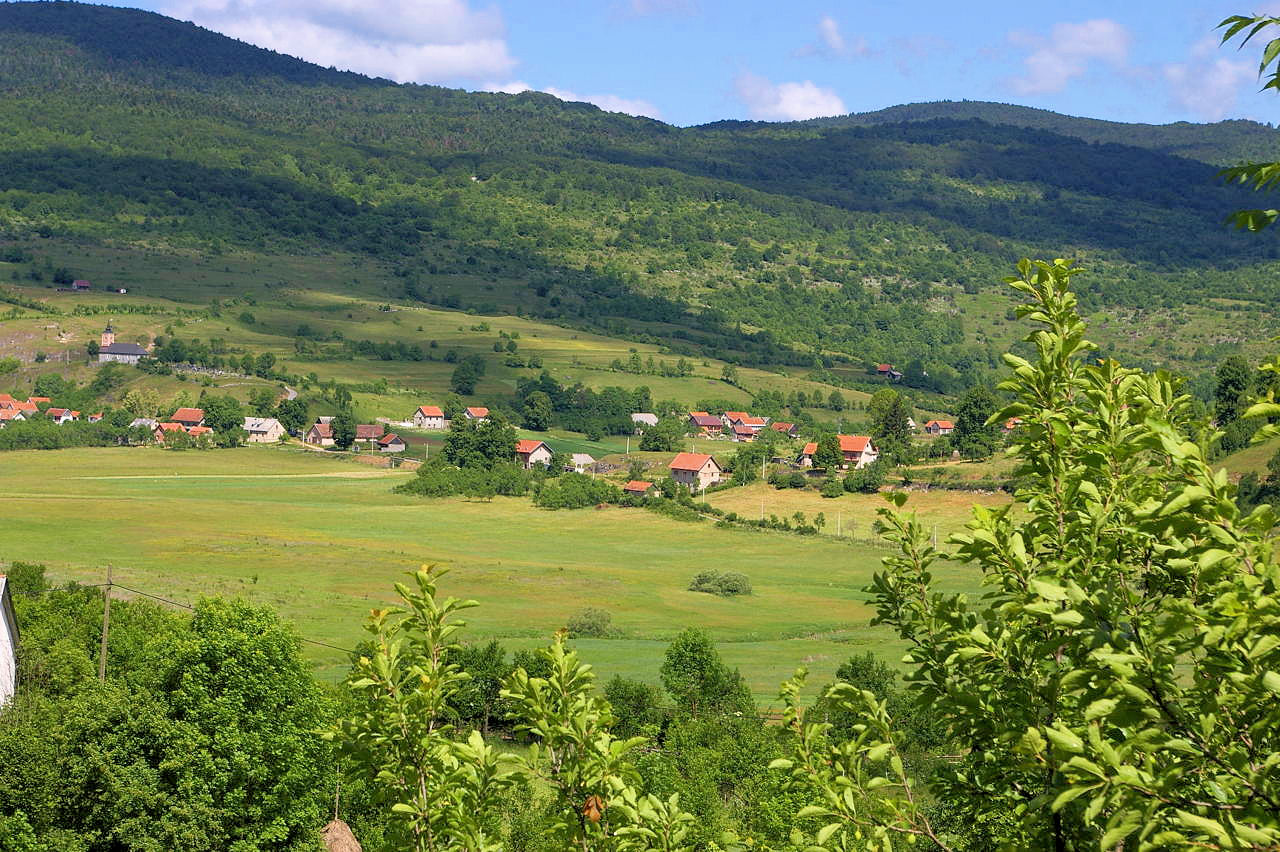
Zentrum von Dabar
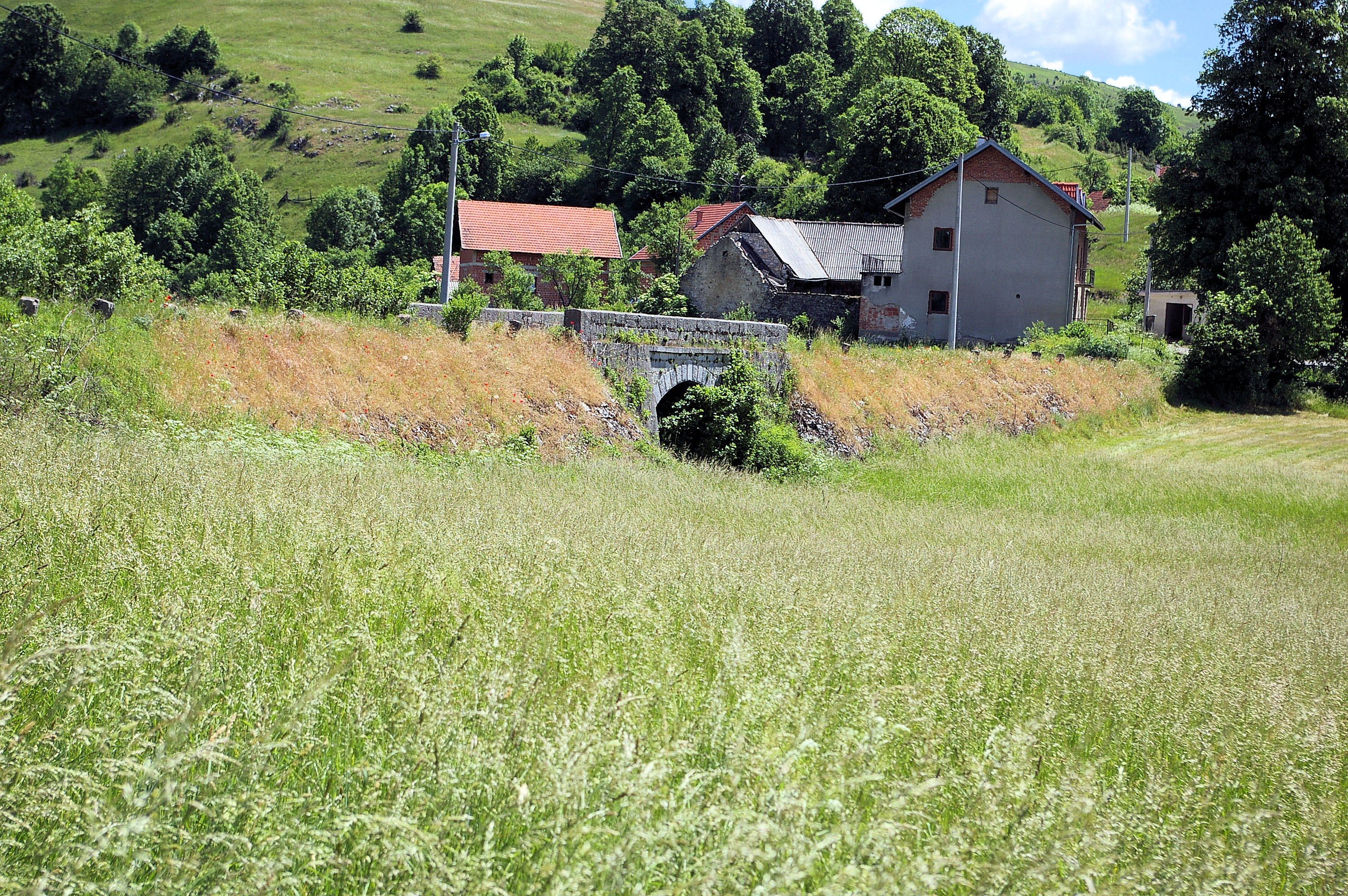
Brücke von Dabar, geographisch niedrigster Punkt in Dabar
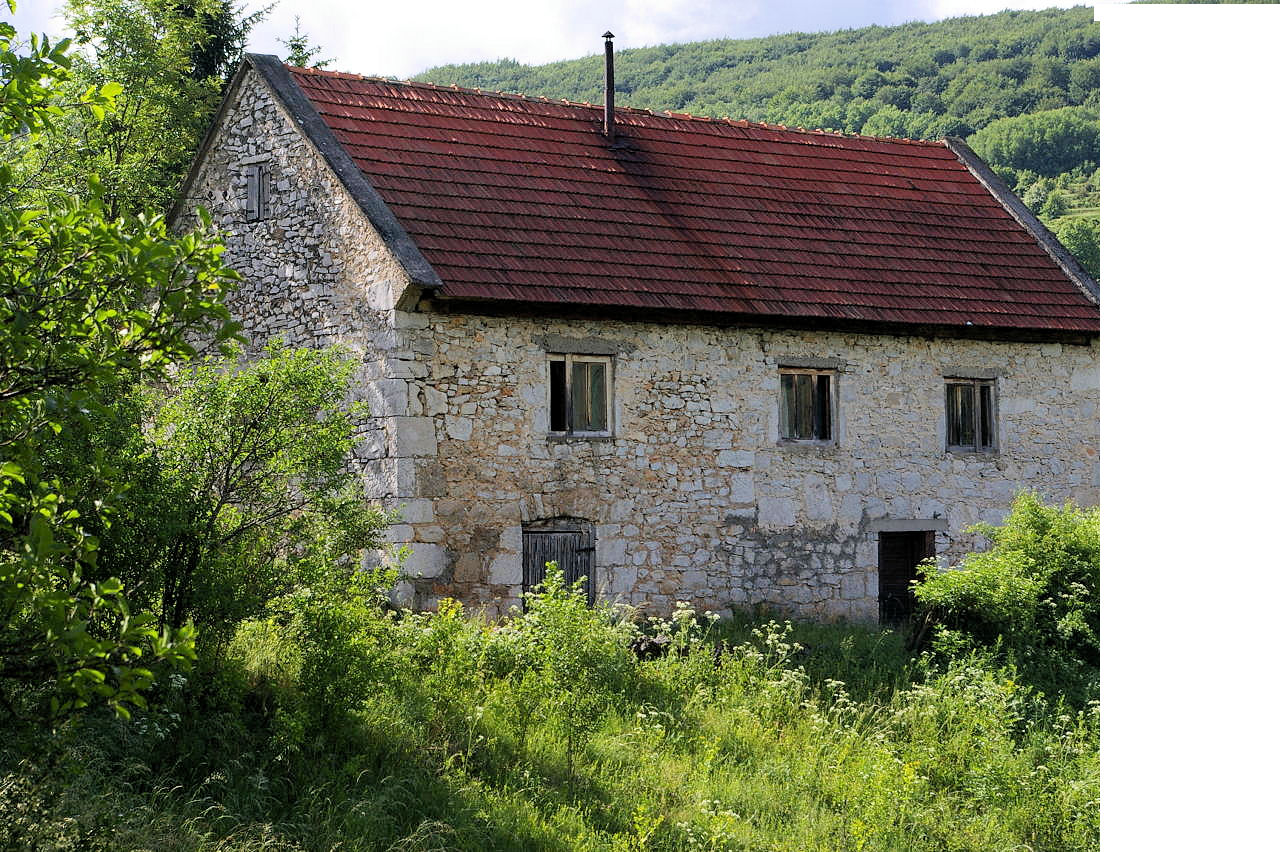
Ehemaliges Herrenhaus der Nekić-Familie im Ortsteil Lug
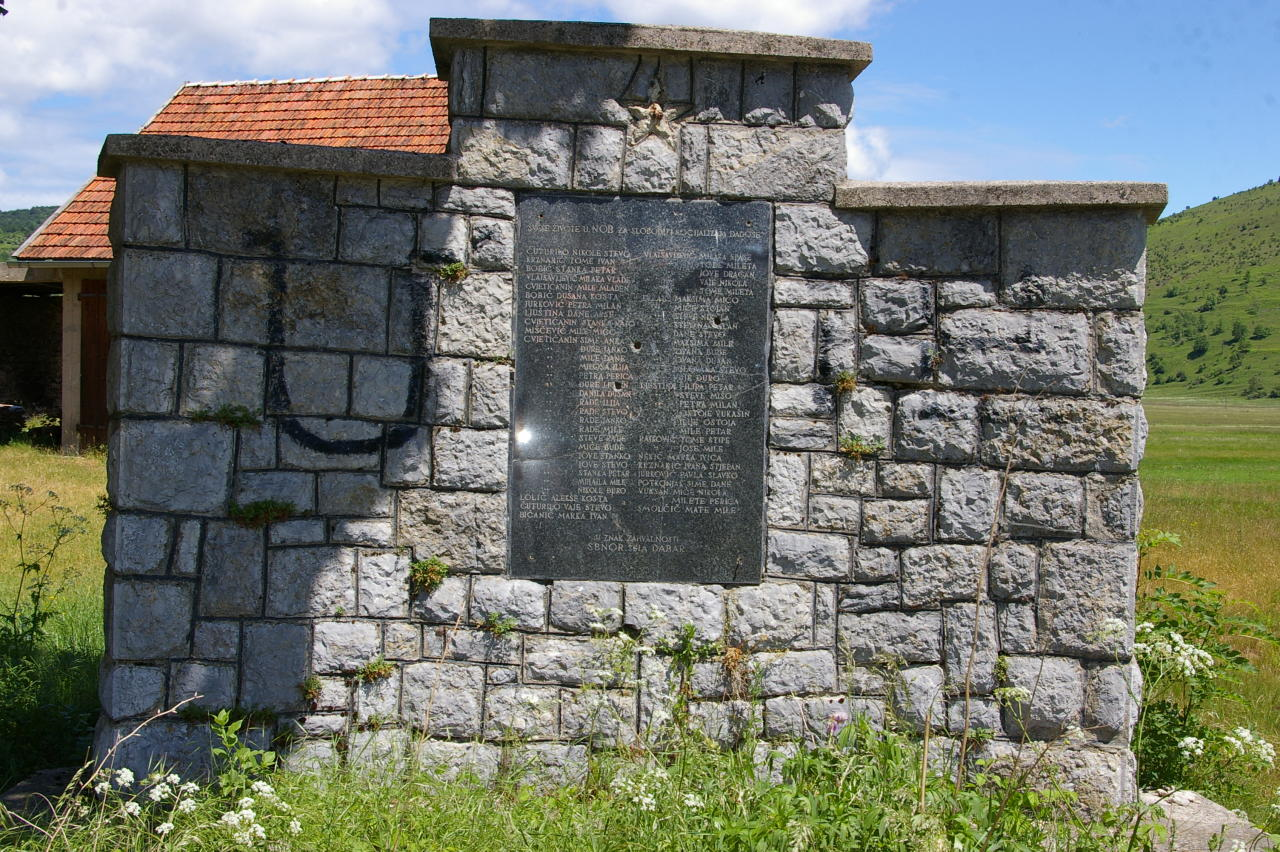
Denkmal für die Opfer des Zweiten Weltkrieges
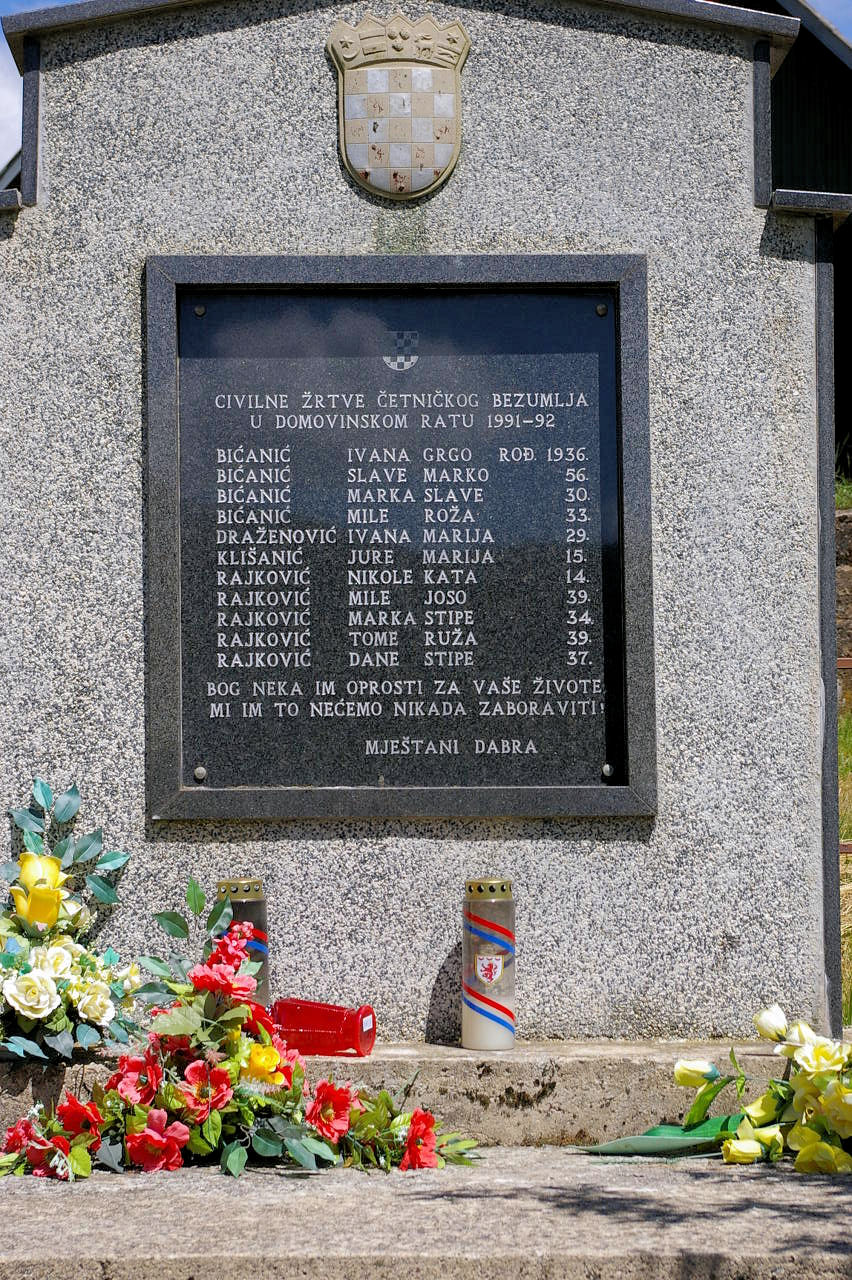
Denkmal für die Opfer des Kroatienkrieges